# 雄嶺戰鬥
雄嶺戰鬥發生於1934年9月11日，地點則是在中國贛南兴国县雄岭。是第一次国共内战第一次国共内战中中央苏区第五次反围剿战争西线战场主要戰鬥之一。該戰鬥交戰一方為中華民國國民革命軍，另一方則為中國共產黨所領導之中國工農紅軍。
中央苏区第五次反围剿战争期间的1934年9月8日，中国工农红军西方军六十一、六十二、六十三团编在崇贤合编，成立中央红军第二十一师，并准备与二十三师合并组成红军第八军团，由中革军委统一指挥。9月11日，國民革命軍薛岳第六纵队再次向南进攻。红二十一、二十三师在雄口、雄岭、古龙冈一带构筑工事:141。